# Ammobates monticolus
Ammobates monticolus är en biart som beskrevs av Warncke 1985. Ammobates monticolus ingår i släktet Ammobates och familjen långtungebin. Inga underarter finns listade i Catalogue of Life.